# エマニュエル・セニエ
エマニュエル・セニエ（Emmanuelle Seigner, 1966年6月22日 - ）は、フランス・パリ出身の女優・歌手。『フランティック』の公開時に誤ってエマニュエル・セイナーと表記された。

## プロフィール
祖父はコメディ・フランセーズの名誉団員でもある俳優ルイ・セニエ、父親は写真家で母親はジャーナリスト 。妹のマチルド・セニエも女優である。
14歳からモデルとして活躍、そのミステリアスな美貌から国際的なモデルとなるが、84年に映画女優に転向。その後は、歌手としても活動。
2018年、セニエは映画芸術科学アカデミーの会員として招待されたが、夫のポランスキーがアカデミーから不当に追放されたと主張してその招待を拒絶した。

## 私生活
1989年に映画監督のロマン・ポランスキーと結婚し、子供が2人いる。1993年に誕生した長女モルガン・ポランスキーは女優、1998年に誕生した長男エルヴィス・ポランスキーは俳優である。

## 主な出演作品
| 公開年 | 邦題 原題                                                                  | 役名                   | 備考 |
| ------ | -------------------------------------------------------------------------- | ---------------------- | ---- |
| 1985   | ゴダールの探偵 Détective                                                   | バハマの王女           |      |
| 1986   | パリの女教師/追いつめられて Cours privé                                    |                        |      |
| 1988   | フランティック Frantic                                                     | ミシェル               |      |
| 1992   | 赤い航路 Bitter Moon                                                       | ミミ                   |      |
| 1994   | オディールの夏 Le Sourire                                                  | オディール             |      |
| 1997   | ニルヴァーナ Nirvana                                                       | リザ                   |      |
| 1997   | R.P.M. エキゾースト・ヒート RPM                                            | ミシェル・クレア       |      |
| 1998   | ヴァンドーム広場 Place Vendôme                                             | ナタリー               |      |
| 1999   | ナインスゲート The Ninth Gate                                              | 謎の女                 |      |
| 1999   | バディ・ボーイ Buddy Boy                                                   | グロリア               |      |
| 2003   | ボディスナッチ Corps à corps                                               | ラウラ                 |      |
| 2004   | フレンチなしあわせのみつけ方 Ils se marièrent et eurent beaucoup d'enfants | ナタリー               |      |
| 2007   | ルー・リード/ベルリン Berlin                                               | キャロライン           |      |
| 2007   | エディット・ピアフ〜愛の讃歌〜 La Vie En Rose                              | ティティーヌ           |      |
| 2007   | 潜水服は蝶の夢を見る Le Scaphandre et le papillon                          | セリーヌ・デスムーラン |      |
| 2009   | ジャーロ Giallo                                                            | リンダ                 |      |
| 2010   | エッセンシャル・キリング Essential Killing                                 | マーガレット           |      |
| 2012   | 危険なプロット Dans la maison                                              | エステル・アルトール   |      |
| 2012   | 母の身終い Quelques heures de printemps                                    | クレメンス             |      |
| 2013   | 毛皮のヴィーナス La Vénus à la fourrure                                    | ワンダ・ジュルダン     |      |
| 2016   | あさがくるまえに Heal the Living                                           | マリアンヌ             |      |
| 2017   | 告白小説、その結末 D'après une histoire vraie                              | デルフィーヌ           |      |
| 2019   | オフィサー・アンド・スパイ J'accuse                                        | ポーリーヌ・モニエ     |      |